# Robert William Sawyer
Pour les articles homonymes, voir Sawyer.
Ne doit pas être confondu avec Robert J. Sawyer.
Robert William Sawyer (12 mai 1880 – 13 octobre 1959) était un homme politique américain.  

## Biographie
Né à Bangor (Maine) il fit ses études de droit à Harvard.  
En 1912, il s'installa à Bend (Oregon) où il travailla pour la Bend Co. Sawmill. Il y fit la rencontre de George P. Putnam, l'éditeur du Bend Bulletin. Il écrivit des papiers pour ce journal local, avant de prendre la place de Putman comme éditeur en 1919.  
Il fut le président de l'Oregon State Editorial Association de 1927 à 1929. 